# 페르디난트 크리스티안 바우어

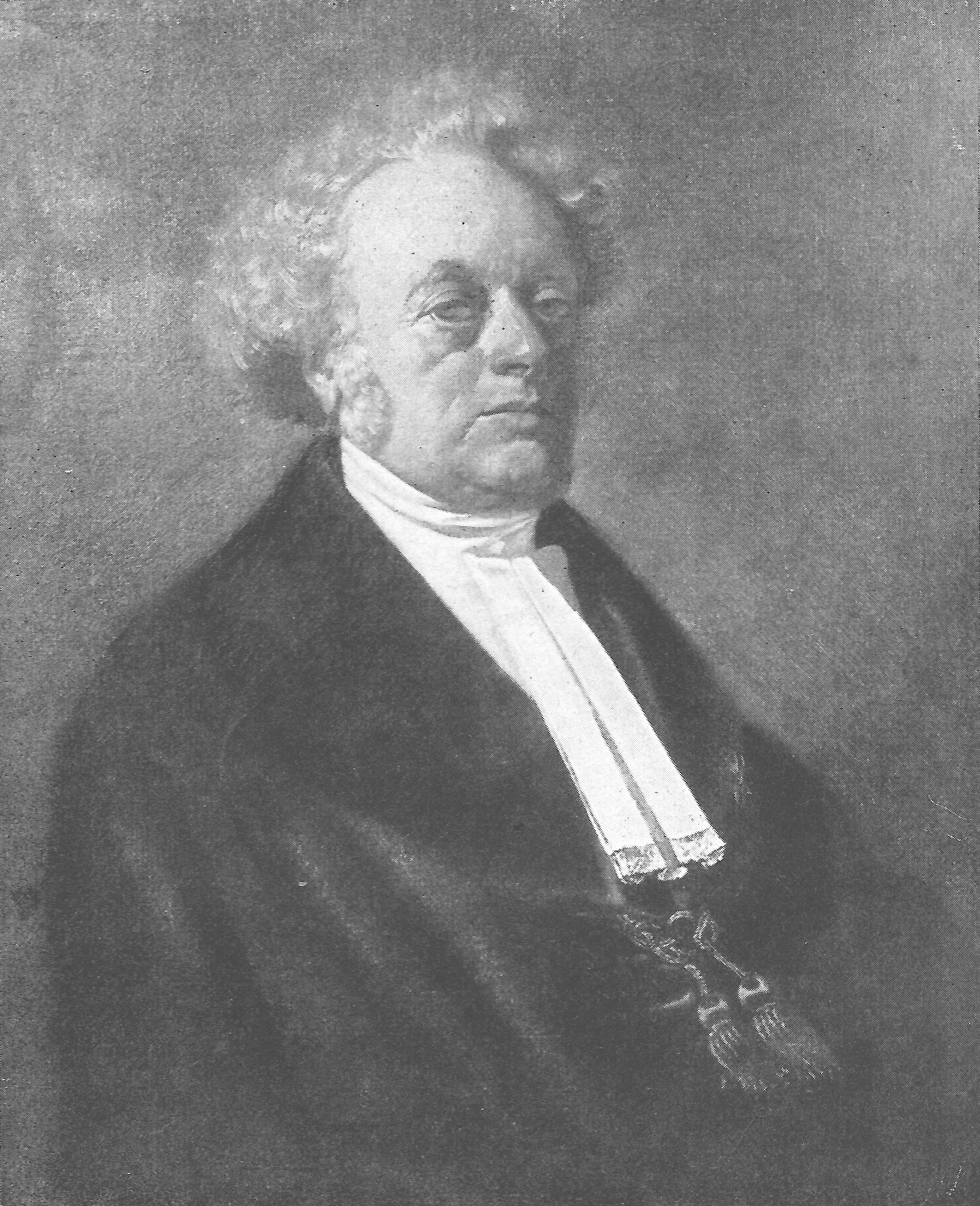
페르디난트 크리스티안 바우어

페르디난트 크리스티안 바우어(독일어: Ferdinand Christian Baur, 1792년 6월 21일 - 1860년 12월) 독일의 개신교 신학자이자 튀빙겐 학파의 창설자이자 리더였다. 헤겔의 변증법을 따라서 바우어는 제 2세기 초기 기독교는 유대주의 기독교(베드로 기독교)와 이방 기독교(바울 기독교)의 종합으로 주장하였다. 바우어의 작품은 성경 본문에 대한 역사비평에 큰 영향을 주었다.

## 같이 보기
- 튀빙겐 학파
- 다비드 프리드리히 슈트라우스

## 추가 자료
- Harris, H. (1975). 《The Tübingen School》. Oxford: Clarendon Press. ISBN 0198266421.
- Hodgson, P. C. (1966). 《The Formation of Historical Theology: A Study of Ferdinand Christian Baur》. New York: Harper & Row.